# Paradigma
Ein Paradigma (Plural Paradigmen oder Paradigmata) ist eine grundsätzliche Denkweise. Das Wort entstammt dem griechischen παράδειγμα parádeigma (von παρά pará „an, dazu, neben“ sowie δείκνυμι deíknymi „zeigen, begreiflich machen“). Übersetzt bedeutet es „Beispiel, Vorbild, Muster“ oder „Abgrenzung, Erklärungsmodell, Vorurteil“; auch „Weltsicht“ oder „Weltanschauung“.
In der antiken Rhetorik verstand man darunter eine Begebenheit, die als positiver oder negativer Beleg für eine dogmatische Argumentation oder eine Morallehre angeführt wird. Seit dem späten 18. Jahrhundert bezeichnete Paradigma eine bestimmte Art der Weltanschauung oder eine Lehrmeinung. Der Begriff wurde von Georg Christoph Lichtenberg eingebracht. Nach Ludwig Wittgenstein sind Paradigmen Muster oder Standards, mit denen Erfahrung verglichen und beurteilt wird. Sie liegen vor der Erfahrung (a priori) und geben eine Orientierung vor.
In der modernen Wissenschaftsgeschichte wurde der Begriff von Thomas S. Kuhn eingeführt. Er bezeichnet damit die Gesamtheit von Grundauffassungen, die in einer historischen Zeit eine wissenschaftliche Disziplin ausmachen. Beispiele für eine solche „grundlegende Weltsicht“ sind das geozentrische Weltbild oder das heliozentrische Weltbild. Diese Grundauffassungen zeichnen vor, welche Fragestellungen wissenschaftlich zulässig sind und was als wissenschaftlich befriedigende Lösung angesehen werden kann. Wissenschaftliche Revolutionen in den Naturwissenschaften sind nach Kuhn verbunden mit Wechseln der Paradigmen. Schließlich wurde der Begriff des „Paradigmas“ auch in zeitkritische Diskurse eingeführt, so von Fritjof Capra, wobei Denkansätze der esoterischen New-Age-Bewegung zugrunde lagen.

## Definition und Beispiel
Eine heute gebräuchliche Lehrbuchdefinition ist beispielsweise: „Ein Wissenschaftsparadigma ist ein einigermaßen zusammenhängendes, von vielen Wissenschaftlern geteiltes Bündel aus theoretischen Leitsätzen, Fragestellungen und Methoden, das längere historische Perioden in der Entwicklung einer Wissenschaft überdauert.“ Die Ersetzung eines Paradigmas durch ein anderes heißt Paradigmenwechsel.
Paradigmen spiegeln einen gewissen allgemein anerkannten Konsens über Annahmen und Vorstellungen wider, die es ermöglichen, für eine Vielzahl von Fragestellungen Lösungen zu bieten. In der Wissenschaft bedient man sich in diesem Zusammenhang auch oft Modellvorstellungen, anhand derer man Phänomene zu erklären versucht. Der amerikanische Wissenschaftstheoretiker Thomas S. Kuhn definiert im Buch Die Struktur wissenschaftlicher Revolutionen ein „wissenschaftliches Paradigma“ als:
- das, was beobachtet und überprüft wird
- die Art der Fragen, welche in Bezug auf ein Thema gestellt werden und die geprüft werden sollen
- wie diese Fragen gestellt werden sollen
- wie die Ergebnisse der wissenschaftlichen Untersuchung interpretiert werden sollen

## Das Paradigma in der Erkenntnistheorie
Bei Aristoteles ist παράδειγμα paradeigma das induktive Argument in der Rhetorik. Es bezeichnet ein rhetorisches Schlussverfahren mit dessen einzelnen Fällen, beruhend auf Beispielen. Im Gegensatz zu anderen induktiven Argumenten geht man hierbei nicht von besonderen Fällen zu einem allgemeinen über, sondern von einem besonderen Fall zu einem anderen besonderen von gleicher Art.
Giorgio Agamben definiert in seiner Schrift Signatura rerum das Paradigma als „eine Erkenntnisform, die weder induktiv, noch deduktiv, sondern analogisch ist, somit von einem Besonderen zu einem anderen Besonderen fortschreitet“. Er verweist in diesem Zusammenhang auf das Paradigma-Verständnis seines Lehrers Michel Foucault als „Beschreibung von Diskursen als historischer Artikulation eines Paradigmas“ und zeigt  den Zusammenhang zwischen Foucaults epistemologischem Paradigmenverständnis und dem normbildenden Konzept Thomas S. Kuhns, wobei er auf die doppelte Bedeutung des Paradigmabegriffs bei Kuhn hinweist: Kuhns Paradigma entspricht demnach einerseits einer „Disziplinarmatrix“ als „das, was die Mitglieder einer wissenschaftlichen Gemeinschaft miteinander teilen, eine Gesamtheit von Techniken, Modellen und Werten“, gilt aber auch „für ein einzelnes Element dieser Gesamtheit – für die Principia Newtons, für den Almagest des Ptolemäus –: für ein Element, das als gemeinschaftliches Beispiel dienend, an die Stelle ausdrücklicher Regeln tritt und so eine bestimmte, in sich geschlossene Forschungstradition definiert“.
Kuhn definiert Paradigmen als „allgemein anerkannte wissenschaftliche Leistungen, die für eine gewisse Zeit einer Gemeinschaft von Fachleuten maßgebende Probleme und Lösungen liefern“. Agamben geht mit seiner Paradigma-Definition zurück bis an die philosophischen Wurzeln des Begriffs in Aristoteles’ Analytica priora, wo es heißt, „dass die Funktionsweise des Paradigmas nicht die eines Teils ist, der sich zu einem Ganzen verhält, noch die eines Ganzen, das sich zu einem Teil verhält, sondern die eines Teils, der sich zu einem Teil verhält“ (Analytica priora, 69a 13f). Agamben ergänzt hierzu: „Das epistemologische Statut des Paradigmas wird erst dann deutlich, wenn wir die These des Aristoteles radikalisieren und zu verstehen beginnen, dass er die dichotomische Opposition zwischen dem Partikularen und dem Universalen in Frage stellt“. Das „epistemische Statut“ bezieht Agamben konkret auf die medizinische Semiotik des Paracelsus: „Die Idee, dass alle Dinge ein Zeichen tragen, das ihre unsichtbaren Eigenschaften manifestiert und offenbart, bildet den Ursprungskern der paracelsischen Episteme“. Die Funktion des Paradigmas besteht somit nach Agamben in der Übertragung der Signatur des Ursprungsbegriffs.
In seinem vielzitierten Aufsatz „Clues: Roots of a Scientific Paradigm“ bezeichnet Carlo Ginzburg das Paradigma mit ausdrücklichem Bezug auf Kuhn ebenfalls als „epistemologisches Modell“ und erläutert konkret das Indizien-Paradigma als ein Deutungsmuster, dessen Ursprung in der medizinischen Semiotik liegt und als „Morelli-Methode“ bekannt wurde. Dem Arzt und Kunstkritiker Giovanni Morelli gelang es, Fälschungen alter Meister, aber auch die Autorenschaft nicht signierter Gemälde durch die Analyse von Details wie Ohrmuscheln und Fingernägeln zu belegen. Sigmund Freud wurde auf Morelli früh aufmerksam und beschrieb dessen Technik – die, wie Ginzburg betonte, große Ähnlichkeit mit der akribischen Spurensuche des Sherlock Holmes aufweist – in „Der Moses des Michelangelo“ (1914) wie folgt: „Ich glaube, sein Verfahren ist mit der Technik der ärztlichen Psychoanalyse nahe verwandt. Auch diese ist gewöhnt, aus gering geschätzten oder nicht beachteten Zügen (…) Verborgenes zu erraten“ Ginzburgs „semiotisches“ Paradigmaverständnis ist im Einklang mit Kuhn, der Wissenschaft als „das Lösen von Rätseln“ definiert, das „nur Mangel an Scharfsinn hindern könnte“. Kuhn selbst weist im Vorwort seines Standardwerks den polnischen Mediziner Ludwik Fleck, dessen „Denkstil“ „das innerhalb eines Denkkollektiv Relevante vom darin nicht relevanten abgrenzt“, als maßgebliche Quelle seines Paradigma-Verständnisses aus.
Die Semiotik in ihrem Selbstverständnis als „Verfahrenshypothese [und] methodologisches Netz, das wir über die Vielfalt der Phänomene geworfen haben, um von ihnen sprechen zu können“ ist ebenfalls Hintergrund des Kuhnschen Paradigma-Begriffs. Ihre Anfänge als Wissenschaft liegen (neben der Zeichentheorie von Charles Sanders Peirce) bei Ferdinand de Saussure, dem eine „Semiologie als Translingustik“ vorschwebte. So liefern auch die Linguistik und die nach dem „Linguistic Turn“ sprachwissenschaftlich orientierte Philosophie Beiträge zum Begriff des Paradigma. Syntagma und Paradigma sind als Elemente der synchronen Struktur zentrale Begriffe bei Ferdinand de Saussure, der nicht nur als Begründer der Linguistik, sondern auch als Hauptinitiator des Strukturalismus gilt. Kuhn bezieht sich explizit auf Ludwig Wittgenstein, der das Paradigma als „etwas, womit verglichen wird“ beschreibt (Philosophische Untersuchungen § 50) und von „Familienähnlichkeiten“ spricht (§ 66f). Saussure betont „die Willkürlichkeit des verbalen Zeichens, das, weil konventionell, keine innere und folglich stabile Beziehung zu seiner Bedeutung enthält“. Dieser Charakter der Übereinkunft ist grundlegend für Kuhns Paradigmaverständnis, das auch ein strukturalistisches ist. So erwähnt Kuhn im Vorwort seines Hauptwerks Benjamin Whorf, der davon ausgeht, dass die Strukturen der Sprache das Denken prägen und Jean Piaget, der die psychologischen Strukturen der Persönlichkeitsentwicklung erarbeitet hat.
Kuhn selbst hat auf eine stringente Definition seines Paradigma-Begriffs letztlich verzichtet. Während die strukturalistischen Komponenten seines Werks eher assoziativ miteinander verbunden sind, liefert die Wissenschaftsgeschichte den konkreten Bezugspunkt für seine Thesen. Im Vorwort seines Hauptwerks benennt er die Arbeiten von Alexandre Koyré, Émile Meyerson, Hélène Metzger und Anneliese Maier, deren Studium ihm „fast ebenso wichtig wie das primäre Quellenmaterial“(ibid) war. Nach der Umwälzung der Physik durch Relativitäts- und Quantentheorie, die „ein Gefühl hervorgerufen hat, als würde der Boden, auf dem die Naturwissenschaft steht, uns unter den Füßen weggezogen“ befanden sich Wissenschaftsgeschichte und Wissenschaftstheorie in einem generellen Umbruch, der in Frankreich mit Gaston Bachelard in der Epistemologie mündete deren Selbstverständnis und Methodik mit den Thesen Kuhns in vieler Hinsicht übereinstimmt und in deren Tradition auch Louis Althusser, Michel Foucault und Giorgio Agamben stehen.
Es zeigt sich im Paradigmaverständnis Kuhns, Agambens und Ginzburgs ein Zusammenhang von Strukturalismus, Epistemologie und Semiotik. Kuhns „Struktur der wissenschaftlichen Revolutionen“ zeigt die Struktur des Paradigmas in ihren synchronen und diachronen Elementen von Übereinkunft und Wissenschaftsgeschichte. Agamben stellt die Funktion des Paradigmas als Aktualisierung des Zeichens in der Übertragung der Signatur ins Zentrum seiner Interpretation. Wenn, nach Jean Piaget, ein System aus der Verbindung von Struktur und Funktion besteht, kann das Paradigma als systematische Methode der Theoriebildung verstanden werden. Ginzburg lenkt schließlich mit der semiotischen Komponente der Rekonstruktion den Blick auf ein erweitertes „dynamisches“ Verständnis des Paradigmas als epistemologischem Modell. Die Semiotik in ihrer Absicht „zu zeigen, wie den kulturellen Prozessen Systeme zugrunde liegen“ basiert auf der „Dialektik zwischen Strukturen und historischem Prozess“, die als Dialektik von System und Prozess bei Kuhn im Begriff des Paradigmenwechsels evident wird.
Gemäß aktueller Hegel-Interpretation ist der Begriff des Paradigmenwechsels „avant la lettre“ bereits in Hegels Phänomenologie des Geistes grundgelegt: „Modern gesprochen, thematisiert die Phänomenologie den Paradigmenwechsel oder die Folge von Grundlagenkrisen der Wissenschaft, der Moral usw.“. Demnach erfolgt der Wechsel derart, dass „zeitlich verschiedene (aber nicht immer aufeinander folgende) Gegenstandsauffassungen durch eine dialektische Bewegung verbunden sind, die letztlich auf ‚semantische Relationen‘ der zugrunde liegenden Begriffe zurückgeht“. Diese semantischen Relationen zeigen sich auch in Agambens Begriff der „Signatur“ und dem von Ginzburg aufgezeigten Indizien-Paradigma.

## Verwendungsbeispiele
In der Philosophie beruhen z. B. verschiedene Denkrichtungen in der Erkenntnistheorie oder in der Handlungstheorie auf unterschiedlichen Paradigmen. Grundlegend für die von Habermas entwickelte Theorie des kommunikativen Handelns oder die Luhmannsche soziologische Systemtheorie ist beispielsweise das „Kommunikationsparadigma“, andererseits beziehen sich die Philosophie der Arbeit und die Praxisphilosophie auf ein von Marx postuliertes „Produktionsparadigma“.
In der Informatik spricht man von einem sogenannten Programmierparadigma, welches einen bestimmten Programmierstil unterstützen oder sogar erzwingen soll; in der Wirtschaft vom Paradigma der Teamarbeit oder der schlanken Produktion (lean production).
Die Organisationstheorie kennt das Konzept der Unternehmenskultur. Eines der meistzitierten Modelle ist das Kulturnetz nach Gerry Johnson (1998), beschrieben als „Netzwerk interner Strukturen und Prozesse, welche die Selbstwahrnehmung einer Organisation kontinuierlich sowohl erzeugen als auch verstärken“. Die sieben genannten Elemente des Kulturnetzes sind: Geschichten und Mythen, Symbole, Machtstrukturen, Organisationsstrukturen, Kontrollsysteme, Rituale und Routinen und das Paradigma.
In der Verhaltenswissenschaft bezeichnet man mit Paradigma ein klassisches Vorurteil: Eine gefühlsbedingte, absolute Wertung (gut/schlecht), bevor eine verstandesmäßige Verarbeitung von Informationen stattfinden kann. Mit Paradigmenparalyse (eine Lähmung durch Vorurteile) ist gemeint, dass logische Denkprozesse – und in der Folge konsequentes Handeln – durch Vorurteile (Paradigmen) unterbrochen, gelähmt (paralysiert) oder verhindert werden können.
In der Psychosomatischen Medizin wird der Begriff Maschinenparadigma durch Thure von Uexküll gebraucht, um damit die eher ganzheitliche Sichtweise der Psychosomatik von der rein organisch ausgerichteten Medizin zu unterscheiden. Die Organmedizin habe sich durch das Vorbild der Physik das reduktionistische Maschinenmodell (auch als cartesianisches Paradigma bezeichnet) zu eigen gemacht. Der Physik sei es gelungen, „eine in sich geschlossene Lehre der mechanischen Kräfte zu entwickeln und den Begriff der Kausalität von den ihm noch anhaftenden metaphysischen Vorstellungen zu befreien.“
In den 1980er-Jahren hat der Physiker und Esoteriker Fritjof Capra den Begriff „Paradigmenwechsel“ verwendet, um die von ihm postulierte Wende zu einem harmonischen freiheitlichen und ganzheitlichen neuen Zeitalter zu kennzeichnen.
In der Volkswirtschaftslehre wird allgemein von drei ökonomischen Paradigmen ausgegangen: dem dominierenden Ansatz der Neoklassik, der Postkeynesianismus und die Marxistische Ökonomik.